# Hồ Phayao
Hồ Phayao (Thái กว๊านพะเยา, Kwan Phayao) là một hồ ở miền Bắc Thái Lan. Hồ có diện tích 2,3 km² với độ cao 380 m. Hồ có độ sâu trung bình 1,7 m. Thị xã Phayao nằm bên góc Đông Nam của hồ. Hồ này được nước từ sông Ing đổ vào, chảy từ hướng Bắc và từ sông Tam với lượng nước ít hơn. Phía Đông, hồ chảy vào sông Ing và sông này chảy vào sông Mekong. Phía Nam và Tây của hồ là các cánh đồng lúa. Các loại thực vật thủy sinh của hồ là  Najas graminea và Ceratophyllum demersum. 22 loài cá được ghi nhận trong hồ, trong đó chủ yếu là loài cá do con người mang đến là loài  Nile Tilapia (Tilapia nilolica) và Climbing Perch (Anabas testudineus). Khu vực hồ cũng có 47 loài chim theo cuộc khảo sát năm 1982.

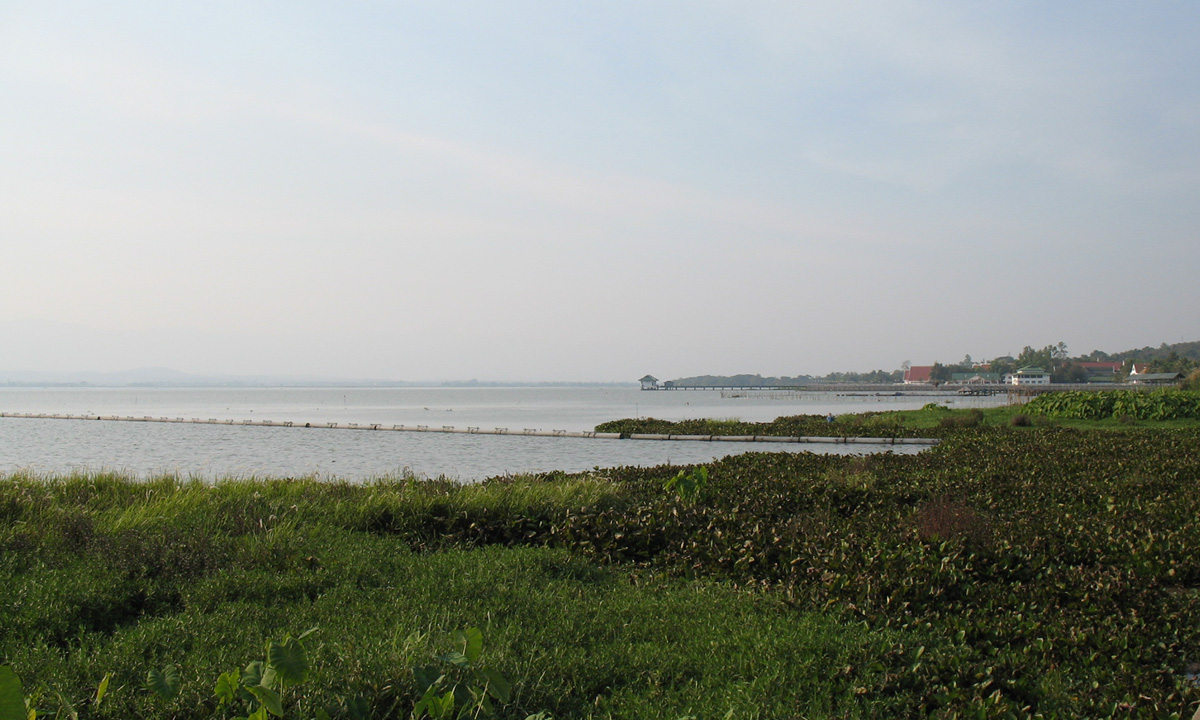
Hồ Phayao ở tỉnh Phayao